# Třeštibok
Třeštibok je přírodní památka ve správních územích obcí Jílové u Prahy a Petrov v okrese Praha-západ ve Středočeském kraji. Nachází se na skalnatém svahu nad pravým břehem řeky Sázavy. Vyhlášena byla k ochraně motýla přástevníka kostivalového.

## Historie
Název Třeštibok vychází z rozeklaných skal, o které se tříštily vody Sázavy a do kterých při zvýšené hladině narážely vory a rozbíjely se. Na začátku dvacátého století začalo být divoce vyhlížející údolí cílem turistů a v letech 1914–1924 Klub českých turistů na protějším břehu řeky vybudoval Posázavskou stezku. Prostor skal nebyl využíván k běžnému lesnímu hospodaření. Hospodářský les zasahuje jen do severní části chráněného území, kde roste smrková monokultura s vmísenou borovicí a modřínem.
Chráněné území vyhlásil Krajský úřad Středočeského kraje v kategorii přírodní památka s účinností od 22. června 2013.

## Přírodní poměry
Přírodní památka s rozlohou 27,16 hektaru se nachází v Benešovské pahorkatině. Leží v nadmořské výšce 240–368 metrů v katastrálních územích Luka pod Medníkem a Petrov u Prahy. Území se částečně překrývá s evropsky významnou lokalitou Třeštibok. Jižní hranici chráněného území vymezuje železniční trať Praha–Čerčany s Pikovickým tunelem.

### Abiotické poměry
Geologicky území náleží do oblasti Barrandienu. Podloží tvoří starohorní bazické vyvřeliny jílovského pásma, z nichž převažují ryolit a ryodacit. V geomorfologickém členění Česka přírodní památka leží v Benešovské pahorkatině, konkrétně v podcelku Dobříšská pahorkatina a okrsku Jílovská vrchovina. Pro Jílovskou vrchovinu je charakteristický rozčleněný erozně denudační povrch s hluboce zaříznutými údolími řek. V tomto prostředí se jako půdní typ na povrchu vyvinuly kambizemě. Území leží v povodí Sázavy a podle jeho východní hranice protéká bezejmenný drobný potok a jeho menší přítok Zlatý potok.
V rámci Quittovy klasifikace podnebí se přírodní památka nachází v mírně teplé oblasti MT11, pro niž jsou typické průměrné teploty −2 až −3 °C v lednu a 16–17 °C v červenci. Roční úhrn srážek dosahuje 600–750 milimetrů, počet letních dnů je 40–50, počet mrazových dnů se pohybuje mezi 110 a 130 a sněhová pokrývka zde leží průměrně 50–60 dnů v roce.

### Flóra
Většinu území porůstají dubohabřiny (69,1 % rozlohy) a k dalším významným biotopům patří chasmofytická vegetace silikátových skalnatých svahů (3,81 %), panonské skalní trávníky (0,27 %) a suťové listnaté lesy (1,28 %). Z ohrožených druhů rostlin se u spodního okraje doubrav vzácně vyskytuje medovník meduňkolistý (Melittis melissophyllum).

### Fauna
Předmětem ochrany v přírodní památce je populace přástevníka kostivalového (Euplagia quadripunctaria). Tento motýl vyhledává skalnaté lesostepi, osluněné křovinaté stráně, řídké teplomilné doubravy a teplé suťové lesy. Přestože v Česku není ohrožen, jeho biotopy zanikají v důsledku zarůstání a absence aktivní péče, ke které patří mozaikovité sečení jedenkrát ročně, odstraňování náletových dřevin nebo řízená extenzivní pastva.
Kromě přástevníka byly v chráněném území pozorovány přelety motýlů otakárka ovocného (Iphiclides podalirius) a otakárka fenyklového (Papilio machaon). Z dalších ohrožených druhů hmyzu se hojně vyskytují čmelák skalní (Bombus lapidarius), čmelák zemní (Bombus terrestris), mravenec lesní menší (Formica polyctena) a další druhy mravenců rodu Formica. Z nich byl zaznamenán například ojedinělý výskyt mravence otročícího (Formica fusca). Brouky zastupuje krajník pižmový (Calosoma sycophanta), zlatohlávek skvrnitý (Mecynorhina passerinii) a zbytky populace roháče obecného (Lucanus cervus).
Nejen v chráněném území, ale i v okolních lesích žije veverka obecná (Sciurus vulgaris) a netopýr večerní (Eptesicus serotinus). Z plazů se hojně vyskytuje slepýš křehký (Anguis fragilis), vzácně užovka hladká (Coronella austriaca) a velmi vzácně ještěrka zelená (Lacerta viridis). Pozorován byl přelet datla černého (Dryocopus martius).
Území negativně ovlivňuje přítomnost prasat divokých (Suc scrofa), která požírají vzácnější druhy hub a larev brouků (zejména roháče obecného).

## Přístup
Přírodní památkou vede žlutě značená turistická trasa z Bohulib do Petrova. Na trase se nachází vyhlídka Třeštibok.